# Guido De Filip
Guido De Filip (ur. 21 września 1904 w Wenecji, zm. 27 września 1968 tamże) – włoski wioślarz, złoty medalista olimpijski.
Wystąpił na igrzyskach olimpijskich w Antwerpii w 1920, gdzie razem z Ercole Olgenim i Giovannim Scatturinem, zdobył złoty medal w dwójkach ze sternikiem. W finale Włosi o 1 sekundę wyprzedzili drugich na mecie Francuzów. Był to jego jedyny start olimpijski.
W tej samej konkurencji zdobywał mistrzostwo kraju w latach 1923, 1924 i 1926. W 1956 roku był uczestnikiem sztafety ze zniczem olimpijskim przed igrzyskami w Melbourne.
W trakcie kariery reprezentował barwy klubu Canottieri Bucintoro.
Otrzymał złoty medal Włoskiego Narodowego Komitetu Olimpijskiego.